# Zhu Shengze
En una onomàstica xinesa Zhu es el cognom i Shengze el prenom.
Zhu Shengze (xinès simplificat: 朱声仄) (Wuhan 1987 - ) Guionista i directora de cinema xinesa. Especialista en cinema documental.

## Biografia
Zhu Shengze va néixer l'any 1987 a Wuhan, capital de la província de Hubei a la Xina. Va estudiar a la Universitat de Ciència i Tecnologia de Huazhong i a la Universitat de Ciència i Tecnologia de la Xina Central (华中科技大学), a Wuhan. Posteriorment es va matricular a la Hong Kong Baptist University per fer un màster en belles arts però ho va deixar al cap d'un any, i va marxar als Estats Units, a la Universitat de Missouri-Columbia, per fer un màster en fotoperiodisme, on es va graduar el 2013. Va ser després de veure "Petition" (上访) de Zhao Liang quan Zhu va decidir fer documentals ella mateixa. L'estiu de 2012 va treballar a l'escola primària Lingzhi (凌智小学教) a Wuhan, amb fills de 8 a 12 anys de treballadors migrants. Va ser seleccionada per ensenyar-los a utilitzar una càmera i veure la ciutat a través dels seus objectius. Al mateix temps ella les va filmar centrant-se especialment en una de les nenes i va produir "Out of Focus" (虚焦), una pel·lícula sobre la mirada, i una mirada creuada, la dels camperols sobre la ciutat i la seva mirada sobre ells, amb una mena d'efecte mirall. També és una pel·lícula sobre la distància entre els somnis i la realitat. Emocionats per la vida urbana i les possibilitats que semblava que els oferia, els nens tenien un somni de futur que, però, s'enfrontaven a la trista realitat de la seva vida familiar, i en particular a la discriminació per la seva manca de hukou. Va ser l'única pel·lícula xinesa que va aparèixer a competició al festival Cinéma du Réel 2014, a la secció de Primeres pel·lícules. Des de l'any 2015 viu a Chicago (EUA).

#### Burn the Film
El 2012 va fundar la productora Burn the Film amb el cineasta Yang Zhengfan (楊正帆), que havia conegut a la Universitat Baptista de Hong Kong.
L'objectiu de la productora es la producció de treballs audiovisuals innovadors amb una visió singular. Des del 2012, Burn The Film ha produït cinc llargmetratges i una sèrie de curts, com ara documentals creatius, ficció d'autor i pel·lícules experimentals. La seva obra s'ha exposat àmpliament en festivals internacionals de cinema com el Festival de Internacional de Cinema de Venècia, Locarno, Rotterdam, Nova York, Varsòvia, Vancouver, Busan, Yamagata i Taipei, així com en escenaris com el Centre Pompidou (França), el MoMA i Lincoln. Center (EUA), Institute of Contemporary Art Boston (EUA), National Museum of Modern and Contemporary Art (Corea del Sud) i Ullens Center for Contemporary Art (Xina).
La seva primera producció va ser la pel·lícula de Yang Zhengfan "Distant" (远方) de la qual Zhu també va ser la directora de fotografia.
El 2016va rodar 又一年 (Another Year) una immersió en la vida d'un treballador migrant i la seva família. En tretze llargues seqüències –tretze àpats en catorze mesos–, Zhu mostra les relacions entre els membres de la família, les frustracions, l'esperança de millors condicions laborals, millors salaris i l'evolució imperceptible d'aquestes relacions al llarg del temps. La pel·lícula va guanyar un premi el 2016 al festival Visions du Réel de Nyon, Suïssa, i als Rencontres Internationales du Documentaire de Mont-real, i el 2017 va guanyar el Premi Especial del Jurat al Festival Millenium de Brussel·les.
Les últimes pel·lícules inclouen Present.Perfect (2019), guanyadora del premi Tiger al Festival Internacional de Cinema de Rotterdam, 你往何处去 (Where Are You Going) (2016) guanyadora del premi a la millor pel·lícula experimental al festival de cinema del sud de Taiwan i del premi del jurat al festival de cinema independent de la Xina, Premi a la millor pel·lícula a Visions du Réel (Suïssa) i el Gran Premi del Festival Internacional de Documentals RIDM de Montreal.
La pel·lícula 河流 奔跑着 倒映着 (A River Runs, Turns, Erases, Replaces) del 2021, es va crear amb imatges gravades durant les visites repetides que Zhu va fer a Wuhan abans del bloqueig de tota la ciutat el gener del 2020 a causa del Covid-19. La seqüència inicial dona el seu ritme a la pel·lícula: en un carrer gairebé buit de Wuhan, el març del 2020, tot sembla aturar-se, de cop, quan sona una sirena. I aleshores, un moment després, els transeünts marxen i continuen el seu camí, la vida reprèn el seu curs, tranquil·lament. Però sota aquestes aparences pacífiques, el dolor és latent.
El 2022 va filmar "Footnote", conjunt de plans gravats des del seu apartament de Chicago, on revela una existència aparentment comuna, gairebé imperturbable. Els fragments de la ràdio policial suggereixen una altra cosa: la realitat bullint d'un país políticament inestable en un moment particularment històric, en un any com cap altre.

#### El fenomen del "streaming"
Des dels seus inicis el 2005, a la Xina, la indústria de la transmissió en directe s'ha convertit en un negoci de 5.000 milions de dòlars. Avui en dia, centenars de milers "streamers" xineses (主播; zhu bo) són considerats com a "intèrprets en directe" per una audiència estimada en més de 200 milions , repartits per plataformes de difusió com (YY, Momo), xarxes socials (Weibo) i aplicacions de streaming. Més de 400 milions de xinesos han començat a difondre imatges de la seva vida diària amb els seus telèfons mòbils o càmeres web. El mercat de transmissió en directe acull streamers especialitzats en gairebé tots els temes imaginables i, mentre que alguns guanyen milions emetent la seva vida en línia, d'altres ho fan només per diversió.
Amb la seva producció de l'any 2019 完美现在时 (Present.Perfect) Zhu va entrar a analitzar el fenomen del "streaming" a la Xina. És un documental experimental que descriu una història sobre la societat xinesa, a partir de les més de 800 hores d'imatges en directe que Zhu va ordenar. Va seguir i va gravar el contingut d'aquests "streamers" en directe al llarg de deu mesos, observant a tothom, des d'un treballador d'una granja de bestiar fins a una víctima de cremades. La pel·lícula permet als seus protagonistes fer preguntes sobre la pràctica de la transmissió en directe. Produïda sense càmera i, per tant, editada més que dirigida. Es tracta d'un material documental en brut a partir del qual Zhu extreu seqüències que utilitza per construir un calidoscopi postmodern d'una societat xinesa dels barris marginals que introdueix amb uns primers plans que li permeten contextualitzar cada situació.. Entre altres es va presentar al festival del MOMA del 2021 i al de Rotterdam.

## Filmografia[10]
| Any  | Títol xinès              | Títol anglès                            |
| ---- | ------------------------ | --------------------------------------- |
| 2009 |                          | The Man Behind A Camera                 |
| 2010 | 十年后                   | Ten Years Later curt                    |
| 2011 | 我穿越時空為了再次遇見你 | I Travel Through Time To Meet You Again |
| 2011 | 吞噬                     | The Surroundings                        |
| 2012 | 我杀了我爸爸             | I Killed My Father                      |
| 2013 | 远方                     | Distant                                 |
| 2014 | 虚焦                     | Out of Focus (aka Xu Jiao)              |
| 2016 | 你往何处去               | Where Are You Going                     |
| 2016 | 又一年                   | Another Year                            |
| 2017 |                          | Liquid Image                            |
| 2018 | 那里                     | Down There                              |
| 2019 | 完美现在时               | Present.Perfect.                        |
| 2021 | 河流 奔跑着 倒映着       | A River Runs, Turns, Erases, Replaces   |
| 2022 | 脚注                     | Footnote                                |
| 2024 |                          | One (Nine)                              |
| 2024 |                          | A Distant House Smokes on the Horizon   |